# Les Deus
Les Deus és un paratge natural format al segle xviii en el municipi de Sant Quintí de Mediona, a la comarca de l’Alt Penedès. És un espai d’oci on trobes 23 fons al voltant del terreny, pèlags per banyar-te, camins per explorar, coves per visitar, activitats per fer en família o pels infants i un restaurant per prendre qualsevol àpat.

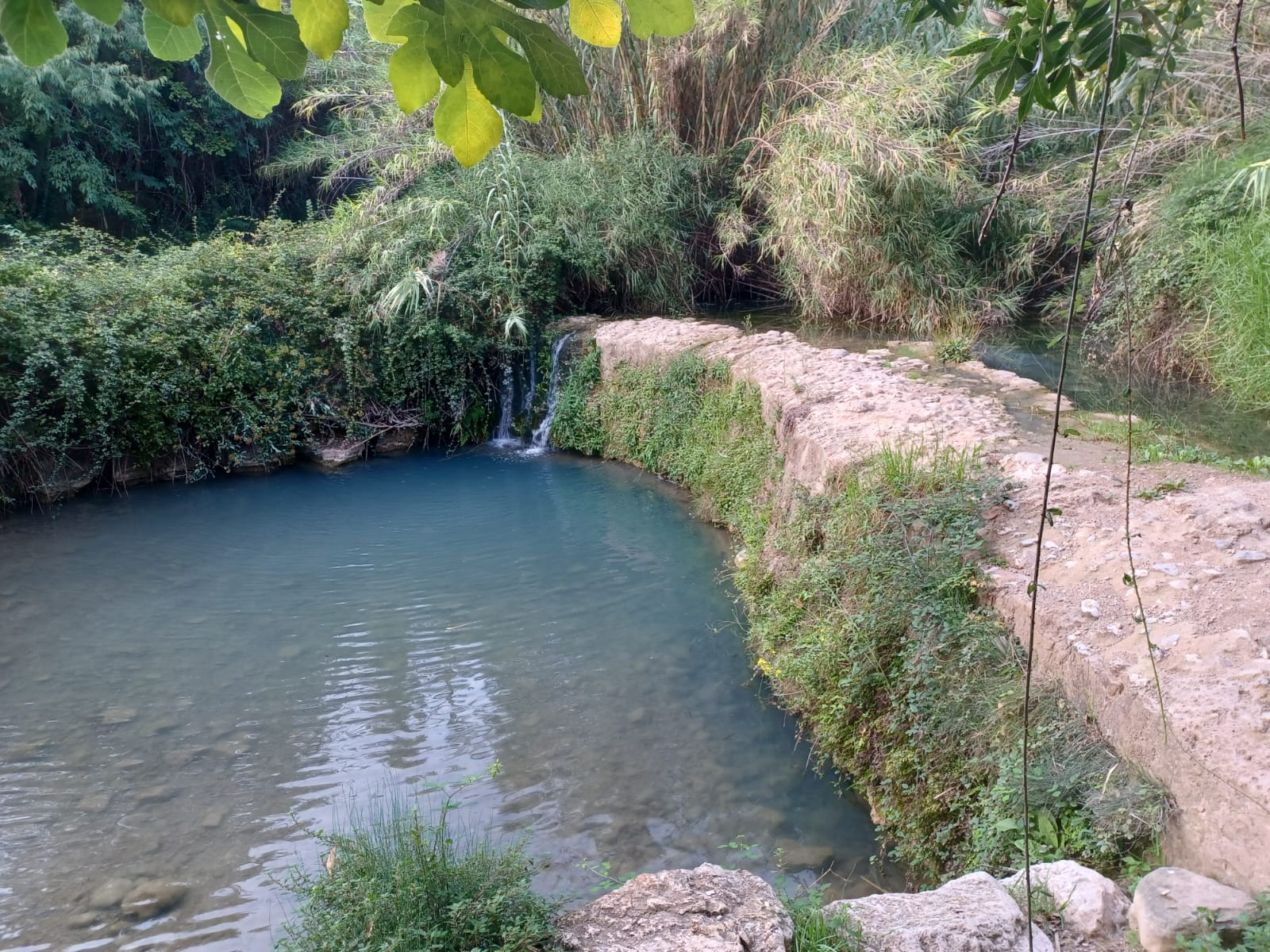
Cascada petita de Les Deus

## Situació
Situat a la comarca de l'Alt Penedès, en aquest indret l'aigua aflora des de l'aqüífer Carme-Capellades, el qual té una extensió de 160 km, actualment l'aigua surt de manera controlada mitjançant unes fonts de vint-i-tres brolladors, l'entorn natural és conformat per la vegetació típica de ribera: plataners, pollancres, moreres, etc.

## Descripció
Es tracta d'un paratge d'interès natural, paisatgístic i històric on brolla l'aigua des d'un sorgiment d'aigües típica del relleu anomenat càrstic. L'entorn natural és configurat per la vegetació típica de ribera: plataners, pollancres, moreres, etc.
- Grutes i mines: En el sector nord, una massa rocosa de travertí configura un paisatge irregular amb coves i espadats: la cova del Barris, les grutes de les Deus.

- Recs, molins i altres usos humans: A les Deus es conserven alguns vestigis antics d'aprofitament humà: Tants com l'antic molí de les deus, amb un total de 5 mines excavades, dues d'aquestes canalitzen de manera controlada l'aigua que aflora a l'interior de les grutes, una altra mina canalitza aigües cap a la font del Canyet, aquesta font està situada on hi havia el molí de les Deus.

- Ús turístic: A mitjan segle xx va començar l'explotació turística de les Deus.[1]

## Història

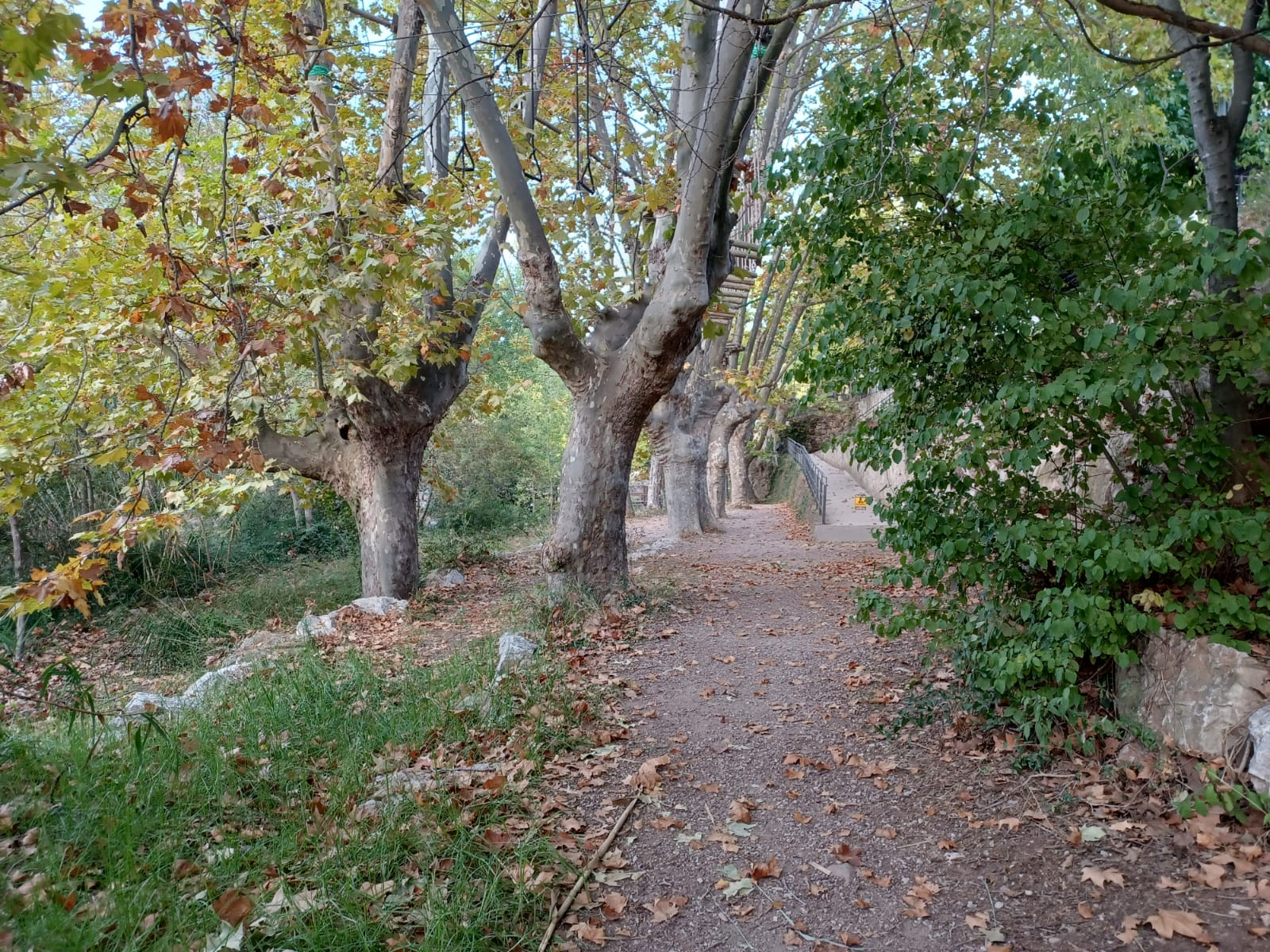
Camí a Les Deus

En una àrea àmplia entorn de les Deus s'han recollit materials dispersos corresponents a l'època del Paleolític, cosa que indica una ocupació humana en aquest indret ja des d'antic. Es tracta del jaciment identificat com a les Deus-Taller de la Font de les Deus. Creiem que l'aparició de sistemes hidràulics que aprofitaven les característiques peculiars de les Deus es remunten a l'època islàmica. En aquest sentit, la xarxa de recs de Sant Quintí s'ha d'inscriure en el context de la conca del Mediona, en la qual hi ha exemples bastant clars que corresponen a aquestes èpoques, com ara els casos de Terrassola i Lavit o el de la Llacuna. En el cas de Sant Quintí la conclusió del medievalista Ramon Martí és que els sistemes hidràulics «indubtablement, són anteriors a l'expansió comtal sobre la vall». És a dir, que el seu origen correspondria a l'època islàmica. Això indicaria que forçosament degueren ser construïts en una època anterior. Un altre element hidràulic que es troba documentat molt antic és el molí de les Deus, amb un rec format per diverses mines, l'origen dels quals en aquest moment no els podem determinar. En definitiva, sembla clar que l'existència de les Deus, amb uns sistemes hidràulics associats, ha estat determinant en l'emplaçament del poblament rural i en l'origen del nucli de Sant Quintí. Des del punt de vista turístic, l'aprofitament de les Deus és força recent. A principi del segle xx l'existència de les grutes era pràcticament desconeguda. Des d'aleshores es va veure la possibilitat de treure'n un profit turístic.
A patir de 1964 els germans Aran es van fer càrrec del negoci turístic. A principi dels anys setanta van ampliar les instal·lacions amb el bar i restaurant.

## La Fàbrica del Barris
La Fàbrica del Barris era una antiga fàbrica situada a una esplanada del terreny de les Deus. Aquesta era una fàbrica tèxtil que estava activa fins al 1866.
Constava d'una nau fabril i una bassa. Actualment, només queden les runes de les parets exteriors de la fàbrica. La bassa que contenia aquesta, estava situada a pocs metres de la fàbrica, al costat nord d'ella. D'aquesta bassa en sortia un canal que conduïa l'aigua per sota la fàbrica fins al punt sud d'aquesta, fins a arribar a ser situada sobre el penya-segat. Arribats en aquest punt l'aigua baixava per un forat que a hores d'ara encara es conserva i sortia canalitzada cap a la turbina que era situada a la cova del Barris, que estava a la part de sota del penya-segat.
A pocs metres de la construcció hi ha les restes d'un mur de contenció que protegia les instal·lacions de les riuades del riu Mediona.
La Fàbrica Barris va ser destruïda l'any 1866 a conseqüència d'una riuada molt forta. L'any 1914, l'ajuntament va acabar d'enderrocar les poques parets que quedaven dempeus.